# Kerncentrale Garigliano
Kerncentrale Garigliano (Italiaans:Centrale elettronucleare Garigliano) was een kerncentrale in Italië bij Sessa Aurunca aan de rivier Garigliano naar een ontwerp van Riccardo Morandi.
De centrale had één kokendwaterreactor (BWR). Eigenaar en uitbater van de centrale was Società ElettroNucleare Nazionale en later Enel.
Dit was de tweede van de vier voormalige Italiaanse kerncentrales. De centrale werd gesloten in 1982 en werd tot 2016 ontmanteld door Società Gestione Impianti Nucleari (SOGIN). 
| Reactorblok | Reactortype | Vermogen | Begin bouw | Inbedrijfname | Stillegging |
| ----------- | ----------- | -------- | ---------- | ------------- | ----------- |
| Garigliano  | BWR         | 150 MW   | 1959       | 1964          | 1982        |

## Afbeeldingen

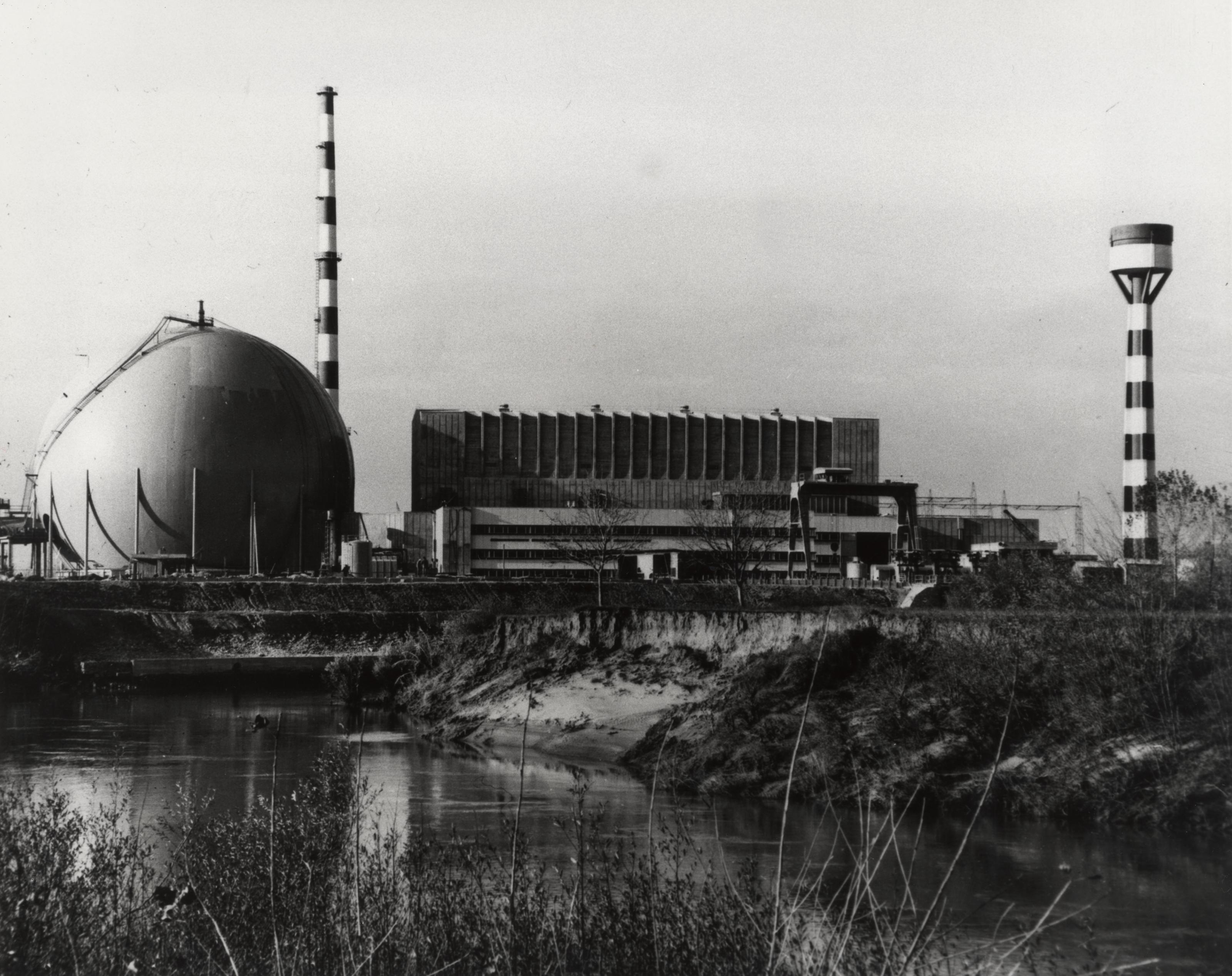
De centrale rond 1967
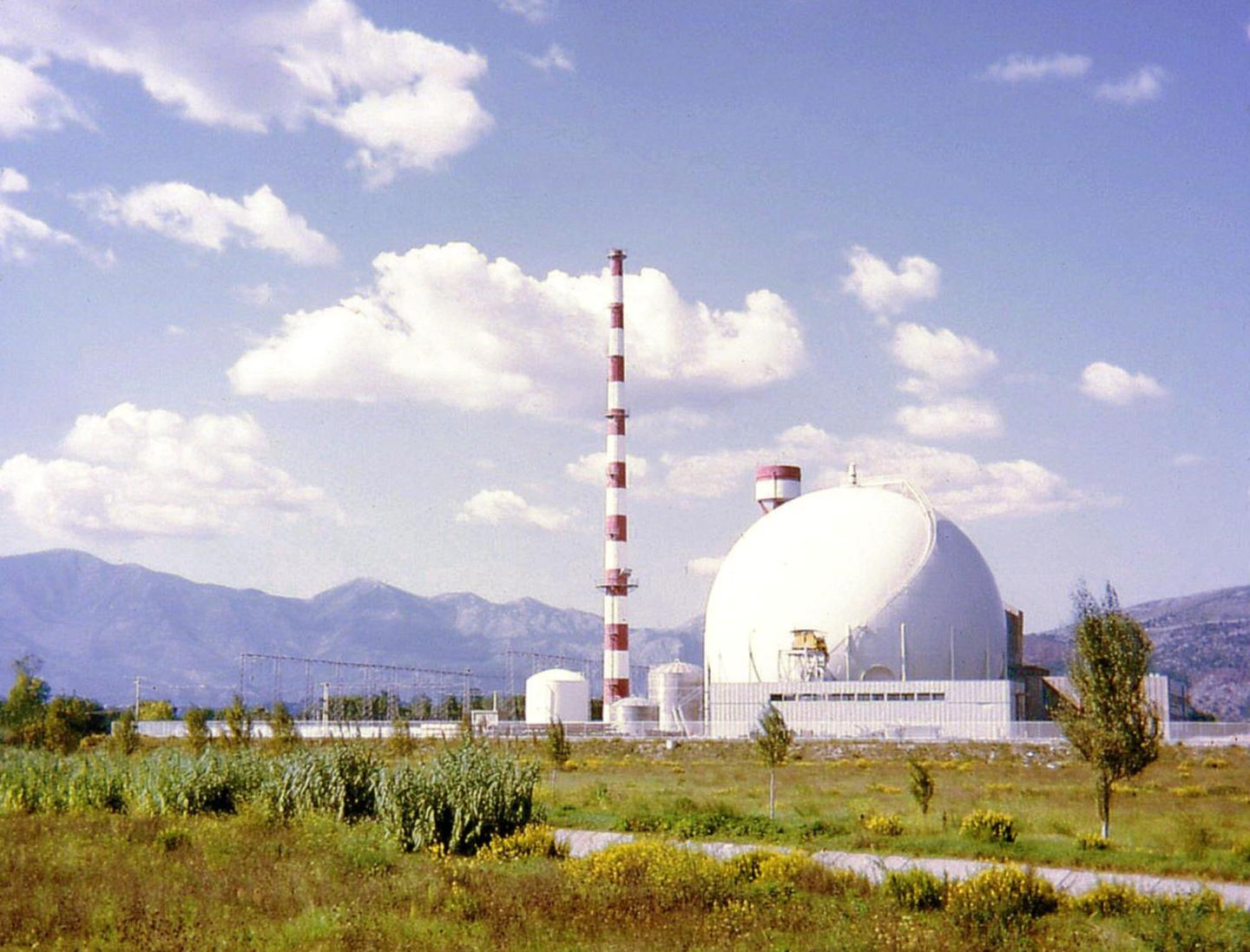
De centrale in 1970
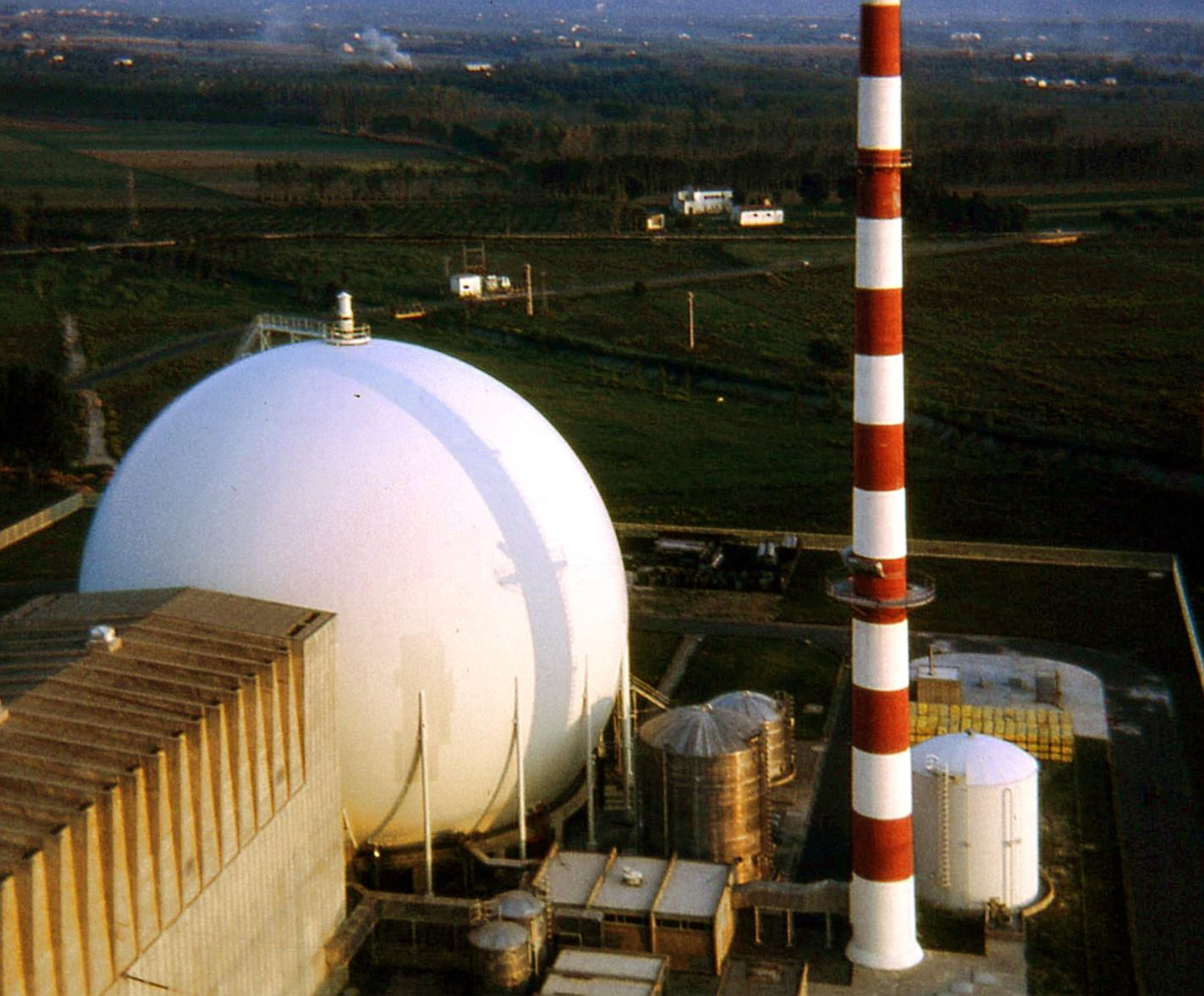
De centrale in 1970